# مهما كانت الحقيبة
مهما كانت الحقيبة (بالإنجليزية: Whatever the Case May Be)‏ هي الحلقة الثانية عشر من الموسم الأول من لوست. أخرجها جاك بندر وكتبها كل من دامون ليندلوف وجنيفر جونسون. تم بثها لأول مرة في 5 يناير 2005 على قناة أيه بي سي. ظهرت شخصية كيت أوستن (إيفانجلين ليلي) في فلاشباك الحلقة.

## القصة

### الفلاشباك
في نيومكسيكو، تجتاز كيت إجراءات طلب قرض في أحد البنوك باستخدام هوية وهمية ("ماجي"، "ميغ"، "مس رايان"). يتعرض البنك لموقف غير متوقع عندما يقتحمه ثلاثة رجال مقنعين مسلحين يحاولون سرقته. تتورط كيت في هذه الحادثة، حيث تُرغم على الجني على ركبتيها أثناء الفوضى. يظهر رجل يقدم المساعدة لكيت، مؤكدًا أنهم قادرون على إيقاف اللصوص، وينجح في الإمساك وتفكيك سلاح أحدهم. يرسل الرجل السلاح إلى كيت وبينما تحاول التصدي للوضع، يُطلب منها إطلاق النار على اللص، ولكنها تتردد وتقول انها لا تعرف استخدام الأسلحة.
تتطور الأحداث عندما يسحب أحد اللصوص كيت إلى غرفة خلفية بعد التعامل مع الموقف ويتشاركان قُبلة، مما يكشف أن كيت جزء من عملية السطو. يضرب اللص كيت للتمويه ولتظهر وكأنها مدنية بريئة، ويهدد مدير البنك بقتلها ما لم يعطه مفتاح الخزائن.
في الغرفة الخلفية، يُفصح أحد اللصوص للمدير بأن فكرة السرقة كانت بالأصل فكرة كيت. ومع ذلك، تقوم كيت بإطلاق النار على اللصوص أثناء محاولتهم قتل المدير وتطلب منه فتح صندوق الودائع الآمن رقم 815 — الغاية الحقيقية للسرقة.
يفتح المدير الصندوق لتأخذ كيت محتوياته: ظرفًا واحدًا.

### على الجزيرة
في اليوم 21 من أكتوبر 2004، أثناء فترة السباحة قرب شلال، يعثر كل من كيت أوستن وجيمس "سوير" فورد (جوش هولواي) على حقيبة سفر من نوع زيرو هاليبورتن مقفلة بين بعض الأنقاض المغمورة. بالرغم من محاولاتها في تظاهر عدم إهتمامها، اندلعت رغبة كيت في الحقيبة، ولكنها رفضت الكشف لسوير عن محتواها، مما دفعه للاستيلاء عليها.
على الشاطئ، يرتفع المد ويهدد بأن يغمر هيكل الطائرة. تسأل شانون روذرفورد (ماجي غريس) أخوها-الغير-شقيق، بون كارلايل (إيان سومرهالدر)، حول نشاطاتهم اليومية هو و جون لوك (تيري أوكوين) خلال تجوالهم يومياً في الغابة، فيرد بون بأنهم يبحثون عن كلير ليتلتون التي تم اختطافها بواسطة الغامض إيثان روم. بينما تعبر شانون عن استيائها من عدم إكتراث بون لأهمية البحث عن الطعام، اندلعت مشادة بينهما، حيث وصفها بون بـ "غير مفيدة" كرد فعل.
كيت تدخل خيمة سوير أثناء نومه، سعيًا لأخذ الحقيبة التي اكتشفوها سابقًا. يستيقظ سوير ويتصارعون عليها، حيث يغازلها بشكل هزلي طوال الوقت، حتى يسترد الحقيبة ويرفض تسليمها لها، مما يؤدي إلى رحيل كيت.
في اليوم التالي، يتوجه سعيد جراح (نافين أندروز) إلى شانون ليطلب منها المساعدة في ترجمة مذكرات دانييل روسو بااللغة الفرنسية. وتتسائل شانون عما إذا كان بون قد طلب منه ذلك بناءً على تعليقه السابق. تقدم روز نادلر (ل. سكوت كالدويل) المواساة لتشارلي بيس (دومينيك موناغان)، مؤكدة له بأن ما حدث لكلير ليس ذنبه وأنه قام بكل ما في وسعه. يحاول سوير فتح قفل الحقيبة، مما يثير ضحك مايكل داوسون (هارولد بيريناو) وهوغو "هيرلي" رييس (خورخي غارسيا). ينصحه مايكل بأن الطريقة الوحيدة لفتح هذا النوع من الحقائب هي باستخدام القوة المفرطة. يحاول سوير و يضرب الحقيبة بالحجارة ويسقطها من أعلى الجرف، لكنها لم تُفتح. تسرق كيت الحقيبة منه، لكن بعد مطاردة قصيرة، سوير يثبت يديها ويستعيدها. ويطلب منها أن تكشف له محتوى الحقيبة مقابل تسليمها إياها، لكنها ترفض.
كيت تتوجه إلى جاك شيبارد (ماثيو فوكس) وتكشف له أن الحقيبة تحتوي على أموال و أسلحة نارية، وهي تعود للمارشال الأمريكي الذي كان يقوم بمرافقتها إلى الولايات المتحدة. وتقول أن المفتاح لهذه الحقيبة موجود في محفظة مدفونة مع جثة المارشال. يشترط جاك ان يفتحو الحقيبة معاً مقابل مساعدتها في استخراج المفتاح من جثة المارشال. توافق كيت، فيبدأون بحفر القبر واستخراج المحفظة. وعندما تخرج كيت بالمحفظة، تحاول إخفاء المفتاح في يدها، لكن جاك يلاحظ ذلك.
سعيد يفقد الصبر مع شانون عندما تكون ترجماتها الفرنسية غير مفهومة. غادرت شانون بعد أن شعرت بالإحباط، معتبرة نفسها غير مفيدة.
وجّه جاك تهديدًا إلى سوير: إما أن يُسلم الحقيبة، أو سيتوقف جاك عن توفير المضادات الحيوية لجرح سوير. خوفًا من الإصابة بعدوى في جرحه، قرر سوير تسليم الحقيبة.
في  الكهوف، يقوم جاك وكيت بفتح الحقيبة ليجدوا بداخلها مجموعة من الأسلحة إضافة إلى ظرف من نوع مانيلا، والذي هو نفسه الظرف الذي كان في صندوق الودائع الآمن. يُعطي جاك الظرف إلى كيت، التي تقوم بفتحه لتستخرج لعبة على شكل طائرة. عندما يسألها، تقول كيت إنها كانت تعود للرجل الذي أحبّته وقتلته، وفي هذا السياق تنزف الدموع من عينيها، إلا أنها لا تجد تعاطفًا من جاك.
روز تطلع تشارلي على اعتقادها بأن زوجها، برنارد نادلر، الذي كان في الجزء الخلفي من الطائرة عند تحطمها، قد يكون لا يزال على قيد الحياة. يتوسل تشارلي بيأس لروز من أجل المساعدة، بعد أن أخبرته انها ليست الشخص الذي سوف يساعده، يتشارك الاثنان في الدعاء. في حين ذلك، تتعرف شانون على مذكرات روسو ككلمات لأغنية "لا مير" الفرنسية الشهيرة. أما كيت، فتحدق إلى لعبة الطائرة بينما تجلس بجوار نار مخيمها.

## الإنتاج
تم تصوير المشاهد تحت الماء في مسبح في لوس أنجلوس نظرًا لتعقيد تصويرها في المحيط بسبب وجود الكثير من الطمي والأمواج. وكانت إيفانجلين ليلي تواجه صعوبات أثناء تصوير المشاهد في المحيط بسبب تعرضها المتكرر للاصطدام بالشعاب المرجانية.

## ردود الأفعال
جذبت هذه الحلقة 21.59 مليون مشاهد أمريكي. ذكرت صحيفة نيويورك تايمز هذه الحلقة على أنها «نسمة من الهواء النقي» عند مقارنتها بالحلقات السابقة. أعطى مايلز ماكنوت من نادي إيه. في الحلقة C+. وأوضح، «هذه هي المرة الأولى التي يستخدم فيها العرض بنية الفلاش باك لجذب الجمهور بنشاط، وهو يجعلها أسوأ حلقة في الموسم حتى الآن بطبيعتها لحقيقة أن بقية الحلقة تقريبًا تركز بشكل حصري حول الألغاز المقدمة في الفلاش باك». يلخص أفكاره حول الحلقة بقوله، «إنها ليست حلقة فظيعة من التلفزيون، لكنها فشلت في تحقيق التوازن الضروري لجعل الفلاشباك يخفف - بدلاً من المبالغة - التحدي المتمثل في إبطاء السرد للمساعدة في تمديد كل موسم إلى 22 حلقة أو أكثر». أعطى كريس كارابوت من آي جي إن الحلقة 7.2/10، وكتب أنه منزعج من أن الحلقة «تأخذ خطوة إلى الوراء بعد انتهاء الحلقة الأخيرة»، مضيفًا أنه «من المخيب للآمال أن نرى نقص الزخم يتأرجح». وأضاف كارابوت أن هذا ربما كان بسبب بثها «بعد عطلة عيد الميلاد ويبدو أن الكتاب انتهزوا ذلك كفرصة لإعادة تجميع صفوفهم والاستعداد للنصف الثاني من الموسم».
كان رايان ماكجي من Zap2it ينتقد الحلقة إلى حد ما، حيث كتب أن الحلقة "تحتوي على أفكار مثيرة للاهتمام ولكن تنفيذها شبه ناجح فقط"، وأن الحلقة كانت "خيبة أمل كبيرة بعد حلقتين رائعتين "الإنفرادي"/"رعاه شخص آخر" والأفضل منهم " كل رعاة البقر الممتازين لديهم مشاكل أبوية." 